# Zola Maseko
Zola Maseko né en 1967, est un réalisateur et scénariste swazi . Il est connu pour ses films documentaires liés à la xénophobie,.

## Biographie
Maseko est né en exil en 1967. Après avoir déménagé au Royaume-Uni, il est diplômé de l'École nationale de cinéma et de télévision de Beaconsfield en 1994. Le premier film de Maseko est le documentaire Dear Sunshine, sorti en 1992. Il a participé à plusieurs campagnes de Guérilla marketing.
Il a déménagé en Afrique du Sud en 1994 et a écrit The Foreigner, un court métrage de fiction sur la xénophobie dans ce pays. En 1996, après que Maseko se soit rendu chez lui en voiture, un agresseur inconnu a pointé une arme sur le directeur et a tiré deux fois. Il s'est enfui après que l'arme n'ait pas tiré. Quelques minutes plus tard, il a appelé sa maison et l'assaillant était au téléphone. Il pensait que Maseko était un étranger. Nous sommes un groupe d'autodéfense qui tue des étrangers. Nous ne voulons pas d'eux ici.
En 1998, il a réalisé The Life and Times of Sarah Baartman, un film documentaire de 53 minutes sur une femme nommée Sarah Baartman à l'époque coloniale. Situé entre 1810 et 1815, le documentaire raconte l'histoire vraie d'une femme de 20 ans voyageant à Londres depuis Le Cap. La femme est amenée en France en 1814 et devient désormais un sujet d'investigation scientifique. Les techniques cinématographiques de Maseko ont été utilisées pour dépeindre la femme comme une espèce sous-humaine, soulignant les préjugés raciaux contre les Africains noirs en Europe à l' époque impérialiste . Acclamé par la critique, il a remporté de nombreux prix, dont celui du meilleur documentaire africain, 1999 au Festival du film panafricain (FESPACO), du meilleur documentaire au Festival du film africain de Milan 1999 et un prix au Festival du film de la conférence de l'Association de littérature africaine en 2001.
Parmi les autres courts métrages de Maseko notamment Le retour de Sarah Baartman, Children of the Revolution et A Drink in the Passage, tous sortis en 2002. Ce dernier a remporté le prix spécial du jury au FESPACO.
Son premier long métrage était Drum, sorti en 2004. Situé dans les années 1950 à Johannesburg, il parle du magazine du même nom et se concentre spécifiquement sur Henry Nxumalo, un journaliste protestant contre l'apartheid. Il a reçu le premier prix au FESPACO, l'étalon d'or de Yennenga, en plus d'un prix en espèces de 10 millions de francs CFA (20 000 $ US) lors de sa cérémonie de clôture en 2005, le premier sud-africain à le faire.

## Filmographie
- Dear Sunshine (1992)
- Scenes from Exile (1993)
- L'Étranger (The Foreigner) (1997)
- La vie et l'époque de Sara Baartman (1998)
- Le retour de Sarah Baartman (2002)
- Les enfants de la révolution (2002)
- Un verre dans le passage (2002)
- Le Retour de la Vénus Hotentote (2003)
- Drum (2004)
- La Chèvre (2004)
- The Manuscripts of Timbuktu (2009)
- The Whale Caller (2014 - 2015)

## Prix et reconnaissances
- 1999 : Meilleur film vidéo documentaire au FESPACO 1999 pour La vie et l'époque de Sara Baartman.
- 1999 : Meilleur documentaire au Festival du film africain de Milan.
- 2001 : Festival du film de la conférence de l'Association de littérature africaine.
- 2003 : Prix spécial du jury au FESPACO 2003 pour A drink in the Passage.